# Accident de treball
Un accident de treball, és un episodi o accident que genera lesions, i que es produeix durant el treball, o en els trajectes d'anada i/o tornada al treball (accident "in itinere"). L'accident de treball en el nostre medi és atès per les Mútues d'Accidents de Treball, i suposen que en el cas en què es produeixi una baixa, n'assumeixin el tractament, i també les prestacions econòmiques.
Segons l'article 115 de la Llei General de la Seguretat Social de 1994, aprovada per Reial decret Legislatiu 1/1994, de 20 de juny, és accident de treball tota lesió corporal que el treballador pateixi amb ocasió o a conseqüència del treball que executi per compte aliena.
Al territori valencià des del 2012 fins al 2018 hi ha hagut un creixement de la sinistralitat laboral.